# Pterolophia biannulicornis
Pterolophia biannulicornis är en skalbaggsart som beskrevs av Stefan von Breuning 1961. Pterolophia biannulicornis ingår i släktet Pterolophia och familjen långhorningar. Inga underarter finns listade i Catalogue of Life.